# Heterachthes rugosicollis
Heterachthes rugosicollis là một loài bọ cánh cứng trong họ Cerambycidae.